# Homosexualité dans le bouddhisme
Pour un article plus général, voir Homosexualité dans les religions.
 (septembre 2011).
Si vous disposez d'ouvrages ou d'articles de référence ou si vous connaissez des sites web de qualité traitant du thème abordé ici, merci de compléter l'article en donnant les références utiles à sa vérifiabilité et en les liant à la section « Notes et références ».
Cet article expose la position du bouddhisme à l'égard de l'homosexualité.

## Dans les textes

### Pour les laïcs
On ne trouve pas de texte bouddhiste condamnant spécifiquement l'homosexualité. Le bouddhisme conseille une conduite sexuelle éthique. Le troisième des « cinq préceptes » (pañca-sila) concerne l'abstention de toute « mauvaise conduite sexuelle » et plus généralement de garder la maîtrise des sens (en pali, langue des textes Theravada : « Kamesu micchacara veramani sikkhapadam samadiyami », qui peut également s'appliquer aux plaisirs des sens). Les cinq préceptes sont des règles de base pour la vie des hommes et femmes laïcs ayant pris refuge dans le Bouddha, le Dharma et le Sangha . L'homosexualité n'est donc pas explicitement blâmée, la « conduite sexuelle éthique » étant une expression générale, pour le bouddhisme l'essentiel est de ne pas s'engager dans des actions ayant pour conséquence la souffrance d'autrui ou de soi-même.
Dans les « huit préceptes » (attha-sila), le troisième est étendu à une interdiction complète de toute activité sexuelle.

### Pour les moines
Le seul domaine où le bouddhisme aborde directement la question des pratiques sexuelles est celui des règles monastiques, qui concernent les moines, hommes et femmes, mais pas les adeptes laïcs : « Si un moine pratique l'acte sexuel dans ce passage (l'anus, mais aussi les organes génitaux ou la bouche), même si la pénétration ne dépasse pas la taille d'un grain de sésame, il est coupable d'une faute ». Cette faute considérée comme grave (parajika 1) entraîne l'expulsion du Sangha (Vinaya, 1).

## Les sources de la morale bouddhique
La morale bouddhique s'écarte assez sensiblement de celle du brahmanisme qui lui était contemporaine. Si Bernard Sergent, un élève de Georges Dumézil, a prétendu que l’homosexualité était mise au ban dans le brahmanisme, rien de probant n’a été trouvé à cet égard : au contraire, le kâmasûtra, qui est un des trois traités (shastra) brahmaniques orthodoxes, en parle ouvertement, sans aucun tabou de principe . En consultant une version française du Dharma Shastra, on a pu trouver deux attestations contradictoires. Dans un cas, celui qui faute perd sa caste. Dans l’autre un petit bain rituel suffit à la racheter. Ce qui n’est pas sans rappeler certains passages du Lévitique chez les hébreux.
Il existe plusieurs versions des « dix actes négatifs » dont parle la religion du Bouddha. Dans la plus succincte on ne doit pas voler le partenaire d’un autre, ne pas avoir de relations sexuelles à proximité de lieux ou d’édifices religieux tandis que dans les versions extensives on retrouve quelque chose de très semblable à la défense chrétienne de s’unir en ayant recours aux « vases » qui ne conviennent pas (sodomie au sens moderne).
Il faut ajouter à cela que la pédérastie, qui fut en usage dans certaines sectes monastiques japonaises et qui aurait été constatée par François Xavier, au milieu du XVIe siècle, constitue manifestement une pratique incompatible avec la morale monastique bouddhique originelle. D'après Éric Rommeluère : « Les moines étaient généralement issus de la noblesse et de la classe guerrière où les amours pédérastes, perçues comme un raffinement culturel, étaient tenues en haute estime alors que les relations entre hommes et femmes étaient le plus souvent dévalorisées. […] L'exemple japonais reste bien entendu marginal […] »

## Interprétation dans le bouddhisme theravāda
D'après A. L. De Silva, dans le Theravada, l'homosexualité doit être jugée de la même manière que l'hétérosexualité. Le cas de l'homme et de la femme laïcs où il y a consentement mutuel, où l'adultère n'est pas impliqué et où l'acte sexuel est une expression de l'amour, du respect, de la fidélité et de la chaleur humaine, ne contredit pas le troisième précepte. Il en va de même quand les deux personnes sont du même genre. Ajahn Brahm exprime le même point de vue opposé à toute discrimination : selon les préceptes de l'éthique bouddhique, un homosexuel fidèle à son partenaire est moralement supérieur à un hétérosexuel infidèle.
De même la promiscuité, la débauche et la négligence pour les sentiments d'autrui rendraient un acte sexuel incorrect qu'il soit hétérosexuel ou homosexuel. Tous les principes par lesquels est habituellement évalué un rapport hétérosexuel permettent également d'évaluer un acte homosexuel. Dans le bouddhisme Theravada, ce n'est pas l'objet du désir sexuel qui détermine si un acte sexuel est incorrect ou pas, mais plutôt la qualité des émotions et des intentions impliquées.

## Sociétés bouddhistes
Les sociétés imprégnées par le bouddhisme sont souvent des sociétés « traditionnelles ». L'interprétation du troisième précepte peut ainsi être plus ou moins tolérante selon les lieux, les époques, et les écoles du bouddhisme.

### Sociétés traditionnelles
On peut dire que la sexualité homosexuelle n'est pas explicitement condamnée par les sociétés bouddhistes, ce qui explique l'impression de tolérance ressentie en Asie du Sud-Est. La société est peu critique ou hostile envers deux hommes qui seraient perçus comme « homosexuels » en Occident.
En revanche, d'un point de vue personnel, la personne homosexuelle subit une pression sociale implacable pour qu'elle se marie, fonde une famille et offre une postérité à ses parents ou ses beaux-parents.
Aussi, plus que l'homosexualité, c'est le célibat de l'homosexuel(le) qui est attaqué par les sociétés traditionnelles.[réf. nécessaire]

### Bouddhisme theravada
Dans l'ancienne tradition indienne, les homosexuels constituaient « la troisième nature » (sanskrit : त्रितिव प्रक्ति, tritiva prakti), et non une perversité une déviance ou une maladie.

#### Birmanie
En Birmanie, où plus de 80 % de la population pratique le bouddhisme theravada
, et où les lois héritées de la colonisation britannique punissent de 10 ans de prison l'homosexualité, un couple homosexuel a fait une cérémonie pour leurs dix ans de couple. U Par Mauk Kha, un bonze de Rangoon y voit la « tradition et la religion de notre pays menacée » et pense qu'il faut activer l'article 377 du code pénal pour les condamner.

#### Sri Lanka
Comme pour le cas de la Birmanie, l'homosexualité y est condamnée par des lois apparues sous l'empire colonial britannique.

#### Thaïlande
En Thaïlande, ou le bouddhisme theravada est suivi par environ 90 % de la population, une loi promue en août 2014 par le Conseil suprême du Sangha (SSC, ou en thaïlandais, Mahathera Samakhom, conseil suprême bouddhiste) interdit toute contradiction de la définition officielle du bouddhisme et interdit aux homosexuels de rentrer dans la vie monastique. L'article 40, section 8 stipule qu'un comportement sexuel déviant peut être puni d'une peine de prison allant jusqu'à un mois.

### Bouddhisme vajrayana

#### Bhoutan
L'homosexualité est illégale au Bhoutan. Dans le code pénal du Bhoutan (Article 213 et 214) il est indiqué que les relations homosexuelles sont punissables de prison allant d'un mois à un an.

#### Tibétains

##### Tibet (1remoitiéduXXesiècle)
Selon Melvyn C. Goldstein, chez les moines tibétains, et surtout chez les moines-soldats ou « dob-dob », l'homosexualité, bien que constituant un péché, était répandue. Elle se pratiquait entre les cuisses du compagnon, depuis l'arrière, de façon à ne pas enfreindre l'interdiction des rapports sexuels au moyen des orifices usuels (selon Christopher Hale, une autre position, également prisée, consistait à glisser le pénis entre le bras et le torse du partenaire). Une bonne partie des rixes entre dob-dob et laïcs et entre les dob-dob eux-mêmes découlaient du penchant très répandu chez ces derniers pour l'homosexualité et, partant, de leur habitude d'enlever des jeunes garçons, voire des adultes, pour assouvir leurs désirs. L'enlèvement d'un jeune garçon se produisait lorsque celui-ci ne répondait pas aux avances qui lui étaient faites, il était alors emmené au monastère et y passait la nuit s'il s'agissait d'un des trois grands monastères de Lhassa, en raison de leur éloignement de la ville. Les dob-dob s'en tiraient car leurs victimes craignaient des représailles si elles se plaignaient mais surtout en raison des stigmates attachés au fait d'avoir été compagnon sexuel contre son gré (« Mgron po »). Les rixes entre dob-dob survenaient pour savoir lequel d'entre eux était le propriétaire d'un Mgron po consentant. Des escarmouches se produisaient également avec des enfants qui se regroupaient pour éviter d'être enlevés et se défendaient à coups de couteau ou par des jets de pierres.

##### Point de vue duXIVedalaï-lama
En 1993, dans un entretien à Marzens, Tenzin Gyatso, le XIVe dalaï-lama déclare : « L'homosexualité, qu'elle soit entre hommes ou femmes, n'est pas en soi incorrecte. Ce qui l'est, c'est l'usage d'organes définis précédemment comme inadéquats lors de contacts sexuels. ».
En 2001, dans un entretien au magazine Le Point, il qualifie ainsi l'homosexualité : « Cela fait partie de ce que nous, les bouddhistes, appelons « une mauvaise conduite sexuelle ». Les organes sexuels ont été créés pour la reproduction entre l'élément masculin et l'élément féminin et tout ce qui en dévie n'est pas acceptable d'un point de vue bouddhiste : entre un homme et un homme, une femme et une autre femme, dans la bouche, l'anus, ou même en utilisant la main. »
Selon Éric Rommeluère, à la suite des réactions de la communauté homosexuelle américaine, le dalaï-lama s'est publiquement excusé de ce type de propos, en déclarant que « seuls le respect et l'attention à l'autre devaient gouverner la relation d'un couple, qu'il soit hétérosexuel ou homosexuel. ».
Dans un ouvrage publié en 2001, le dalaï-lama écrit : « Je pense que, selon le bouddhisme en général, l'homosexualité constitue surtout une faute par rapport à certains préceptes, mais elle n'est pas nuisible en soi, contrairement au viol, au meurtre ou à d'autres actes qui font souffrir autrui. Il en va de même de la masturbation. C'est pourquoi il n'y a aucune raison de rejeter les homosexuels ou d'avoir envers eux une attitude discriminatoire. »
En 2005, dans un entretien au magazine Metro, il déclare : « Comme le christianisme, le bouddhisme recommande d’éviter les relations sexuelles avec quelqu’un du même sexe. Mais, d’un point de vue social, cela ne pose pas de problème pour les gens n’ayant pas de foi particulière, du moment que les rapports sont protégés. ».
En revanche, en 2013, le dalaï-lama considère que « les temps ont changé, si l’on s’aime avec sincérité, tous les orifices peuvent être éventuellement appropriés . ».
En mars 2014, il déclare qu'il n'a aucune objection au mariage homosexuel, estimant que cela relève de « la loi de chaque pays ». Il déclare : « si deux personnes, un couple, estiment que c'est plus pratique, que cela les satisfait plus et que les deux côtés sont d'accord, alors d'accord ».